# So Long (Abba-låt)
So Long är en sång skriven av Björn Ulvaeus och Benny Andersson och inspelad av den svenska popgruppen Abba. Den återfinns på gruppens självbetitlade album från 1975. Samma år togs den med på gruppens första samlingsskiva, Greatest Hits.

## Historik

### Inspelningen
Gruppen påbörjade inspelningen i Glen Studio 22-23 augusti 1974. Medverkande musiker på inspelningen är Benny Andersson (klaviatur), Björn Ulvaeus och Janne Schaffer (gitarrer), Ola Brunkert (trummor) samt Mike Watson (elbas). Både Agnetha Fältskog och Anni-Frid Lyngstad stod för sånginsatsen. 
Glen Studio låg i familjen Glenmarks bostad i Stocksund och vid inspelningen av So Long testade gruppens inspelningstekniker Michael B. Tretow att använda familjens kaklade swimmingpool som ekokammare vid inspelningen av Janne Schaffers elgitarr. Hela huset skakade av ljudet och efteråt möttes man av klagomål från studioägaren Bruno Glenmarks svärmor.

### Framträdanden
Abba framförde sången i det populära svenska TV-programmet Nygammalt, som sändes i början av januari 1975. Detta var gruppens första framträdande i svensk TV sedan vinsten i Melodifestivalen i februari 1974. Medverkan i Nygammalt berodde på att gruppen Family Four ställt in sin medverkan.
Gruppen framförde sången live under sina Europaturnéer 1974-1975 och 1977 (även Australien). Från den senare turnén togs delar av sången med i filmen Abba – the Movie. Denna liveversion innehåller instrumentsamplingar av In the Mood.

### Singelskiva
Den 18 november 1974 släpptes So Long som första singelskiva från det kommande albumet Abba. Som B-sida användes internationellt balladen I've Been Waiting for You.
Benny Andersson berättar i boken ABBA - människorna och musiken 1994 om valet av So Long som singel: "Det är inte någon bra låt alls. Den gången ville vi släppa Rock Me som singel, men vi fick veta att eftersom Björn sjöng så skulle folk få svårt att förstå att det var en Abba-skiva. So Long skulle också fungera bättre eftersom den hade samma typ av sväng som Waterloo, sa man åt oss."
So Long släpptes som singel internationellt, men inte i USA. Den blev en av gruppens minst framgångsrika singlar sett till listplaceringar. I Storbritannien blev detta gruppens enda singel som inte tog sig in på topp 50, trots att de framförde sången i det populära TV-programmet Top of the Pops. I Australien låg singeln som bäst på plats 91. Dock var sången en hit i Sverige, Österrike och Västtyskland där den som bäst låg sjua, trea respektive elva.
1977 släpptes Nina, Pretty Ballerina som singel i Filippinerna med So Long som B-sida, troligen i samband med utgivningen av samlingsalbumet The Best of Abba.

### Internationell singel
- A. So Long
- B. I've Been Waiting For You

### Singel, Australien
- A. So Long
- B. Hasta Mañana

## Listplaceringar
| Lista (1974)   | Topplacering |
| -------------- | ------------ |
| Belgien        | 29           |
| Frankrike      | 64           |
| Storbritannien | 91           |
| Sverige        | 7            |
| Västtyskland   | 11           |
| Österrike      | 3            |

## Övrigt

### Coverversioner
- Det svenska dansbandet Sten & Stanley har tolkat sången på sitt album Bella Bella 1976.
- Det brittiska tributbandet Gabba har tolkat sången i Ramones-stil.[9]
- 2011 spelade det svenska dansbandet Titanix in en version av sången till albumet Mitt i ett andetag.

### Fotnoter
1. 1 2  ”ABBA Annual 1974”. Arkiverad från originalet den 23 maj 2013. https://web.archive.org/web/20130523010149/http://www.abbaannual.com/1974.htm. Läst 21 maj 2011.
2. 1 2  ABBA - The complete recording sessions, Carl Magnus Palm, 1994, sid. 43
3. ↑  ABBA - människorna och musiken, Carl Magnus Palm, sid 60.
4. ↑  ABBA - människorna och musiken, Carl Magnus Palm, sid 68.
5. 1 2  ABBA - människorna och musiken, Carl Magnus Palm, sid 65.
6. ↑  45cat.com, läst 2015-01-25
7. ↑  ”ABBA”. Arkiverad från originalet den 2 oktober 2009. https://web.archive.org/web/20091002010236/http://www.abbasite.com/music/singles/so-long-i%60ve-been-waiting-for-you. Läst 22 maj 2011.
8. ↑  ”Listplacering”. http://austriancharts.at/showitem.asp?interpret=ABBA&titel=So+Long&cat=s. Läst 22 maj 2011.
9. ↑  Gabbas officiella webbplats Arkiverad 27 mars 2016 hämtat från the Wayback Machine.